# Taalpolitiek
Taalpolitiek verwijst naar die politieke en andere beleidsmaatregelen die erop gericht zijn het gebruik van een taal te bevorderen of te reguleren, of de status van die taal te beïnvloeden. Tussen politiek en beleid, die vaak in elkaar overvloeien, wordt in dit artikel geen principieel onderscheid gemaakt.

## Taal als institutie; groepsidentiteit
Een van de kenmerken van taal is dat zij een centrale sociale institutie vormt. Daardoor grijpt zij diep in het bestaan van individuen en gemeenschappen in, alsook in hun functioneren in een groter verband.
Taal is niet de enige institutie met dit effect: er zijn ook economische en religieuze instituties die overigens vaak in combinatie met taal een rol spelen. Als een bepaalde taal in dit verband een voorwaarde stelt voor volwaardige sociale participatie en mobiliteit, kan zij tot discriminatie leiden van degenen die deze taal niet of onvoldoende beheersen. Daarin heeft de moderne staat een belangrijke regie omdat zij bepaalt welke taal of talen officieel in gebruik en dus voorgeschreven zijn en welke in tweetalig contact moeten wijken. Degenen die hun taal moeten 'inleveren' worden aangeduid als taalminderheid, niet per se een getalsmatige minderheid want het getal bepaalt niet op directe wijze de politieke macht.  
Wanneer de taalminderheid meer en uiteindelijk gelijke taalrechten nastreeft, ontstaat politieke wrijving, zogenaamde taalstrijd, die via een democratisch proces, soms afgedwongen met geweld, tot wetsveranderingen kan leiden en bij succes taalrechten, uiteindelijk in gelijkwaardige tweetaligheid kan verschaffen.
Nationaal bewustzijn en taal als (nationaal) identiteitskenmerk hangen nauw samen. Als moderne taalkundigen met name op purisme gerichte taalpolitiek afwijzen en stellen dat talen zich vrij moeten kunnen ontwikkelen en dat ook een verval van de taal niet bestaat, is hun standpunt mede gebaseerd op een afwijzing van nationaal bewustzijn dat zich in taal zou uitdrukken.

## De natie

### Historie
Bij het grotere verband waarin individuen functioneren, kan allereerst aan de natie worden gedacht. Taal wordt vaak beschouwd als onderscheidend kenmerk van een natie. Wanneer nationale grenzen (staatsgrenzen) niet samenvallen met taalgrenzen kunnen politieke problemen ontstaan in een streven naar separatisme resp. gebiedsannexatie. Men spreekt dan van taalminderheden, etnische minderheden of nationale minderheden.  
- Enerzijds kunnen die problemen tot internationale conflicten leiden, zoals het nationaalsocialisme dat een Groot-Duitsland wilde vestigen, waartoe het woongebied van alle Duitstaligen moest behoren, of andersom het Italiaanse fascisme dat het recht om Zuid-Tirol en Istrië te italianiseren, ontleende aan het gegeven dat deze provincies op het grondgebied van de Italiaanse staat lagen.
- Anderzijds kunnen binnenlandse conflicten het gevolg zijn: tijdens de Oostenrijks-Hongaarse monarchie waren Duits en Hongaars de dominante talen, waaronder andere talen zoals het Pools en Tsjechisch en ook het Roemeens hun nationale rechten opeisten, een situatie die na de Eerste Wereldoorlog leidde tot de oprichting van diverse nationale staten. In België was vanaf de 18de eeuw het Frans de dominante staatstaal maar sinds het begin van de 20ste eeuw veroverde het Nederlands langzaamaan een dominante positie in de Vlaamse provincies. Twee bestuurlijk gescheiden taalgebieden ontstonden;  in het tweetalige Brussel verloor echter het Nederlands zijn gelijkwaardige positie. Omdat deze stad zich geografisch blijft expanderen en Franstalige Brusselaars rechten opeisen in de Vlaamse gemeenten om Brussel heen, waar zij zich vestigen, kreeg de taalstrijd, nadat zij in de jaren zeventig van de vorige eeuw beslist was in de bestuurlijke scheiding tussen een eentalig Vlaanderen en Wallonië, opnieuw een voortzetting rond Brussel die de Belgische staatseenheid onder druk blijft zetten.

### Separatisme
Verschillen in linguïstische identiteit kunnen spanningen tussen groepen taalgebruikers veroorzaken, en zelfs tot afscheidingsbewegingen (separatisme) leiden. Soms worden de taalverschillen uit opportunistische motieven uitgespeeld ten behoeve van economische en politieke machtsverwerving. In België en Zuid-Tirol heeft dit geleid tot verregaande politiek-bestuurlijke autonomie op basis van taalgebieden. Ook in Zwitserland werd recent een nieuw kanton - Jura - ingericht voor de Franstaligen die ontevreden waren met de tweetaligheid in het kanton Bern. In België wensen de bewoners van de randgemeenten dat zij bestuurlijk van Vlaanderen losgemaakt en bij Brussel aangesloten worden. Omdat zij getalsmatig meerderheden zijn gaan vormen, voelen zij zich 'democratisch' gerechtigd om de taalwetgeving in Vlaanderen te veranderen. Op de achtergrond speelt daarbij een streven naar afscheiding van Vlaanderen door bestuurlijke aansluiting bij Brussel. Daartegenover stelt de deelstaat Vlaanderen dat deze Franstaligen, wetende dat ze zich van buitenaf in de betrokken Nederlandstalige gemeenten hebben gevestigd, onrechtmatig niet aan de in Vlaanderen geldende taalwetgeving willen houden.

### Ontwikkelingsstadia
Het hangt deels af van de politieke en economische ontwikkeling van een meertalig land, in welke mate interne conflicten een rol spelen.
- In het eerste stadium zijn de meeste etnisch-linguïstische groepen nog weinig bij het nationale gebeuren betrokken. Een van deze groepen, vaak een elite, is dominant en deze dominantie wordt door de andere groepen erkend, althans aanvaard. Voorlopig geeft dat weinig reden tot conflict.
- In het tweede stadium eisen de zogenaamde minderheidsgroepen echter hun aandeel op in het nationale politiek-economische leven, en die eis van gelijkberechtiging kan tot spanningen leiden omdat ze bestaande posities en voorrechten bedreigt.
- In het derde stadium treedt na de pacificatie van de interne verhoudingen internationalisatie op: een nieuwe generatie leert een of meer internationale talen, maar toch vooral Engels, spreken, en richt zijn oriëntatie over de grenzen.

### Fragmentatie en assimilatie
Doorgaans is de assimilatie van bevolkingsgroepen tot een nationale eenheid moeilijker naarmate de natie sterker linguïstisch is gefragmenteerd, dus opgedeeld in taalgroepen en taalgebieden.
- Waar er slechts één dominante taal is en verder alleen talen van minder economisch, politiek en numeriek belang, blijft het probleem beperkt. Zo heeft bijvoorbeeld het Frans bijna alle andere talen in Frankrijk (zoals, Vlaams, Bretoens, Catalaans, Duits) kunnen verdringen.
- Waar een klein aantal talen elkaar in evenwicht houden, kan dat ertoe leiden dat ze elkaar in gijzeling nemen. Dit laatste hoeft overigens niet het geval te zijn. Er kan ook een geografische verdeling bewerkstelligd worden, zoals in Zwitserland waar de meeste, bovendien betrekkelijk autonome, kantons eentalig zijn. Waar de kantonnale taalverhoudingen niet in balans waren heeft dat recent geleid tot separatisme: de afscheiding van een nieuw Franstalig kanton Jura uit het oude kanton Bern.

### Internationale afspraken
In een volgend stadium worden er internationale afspraken gemaakt die een kader aangeven voor het taalgebruik. Zij kunnen op zeer diverse terreinen liggen:
- Bij het Verdrag van Versailles (1919) werd voor het eerst rekening gehouden met linguïstische grenzen. Echter, toen bij de herverdeling van Europa deze grenzen maar zeer ten dele werden gehonoreerd, kreeg dit verdrag tot gevolg dat in Midden-Europa grote nationale minderheden binnen de staatsgrenzen van de nieuwe staten ontstonden, die juist gingen bijdragen tot het provoceren en uitbreken van de Tweede Wereldoorlog. Dit proces begon met de Sudeten-Duitsers. Het Verdrag van Versailles voorzag in het opzetten van een uitgebreid interstatelijk verdragsysteem, onder toezicht van de Volkenbond, die minderhedenverdragen werden genoemd, om ervoor te zorgen dat onder meer taalrechten van minderheden werden beschermd.[1]
- In het luchtvaartverkeer is volgens internationale afspraak het Engels de voertaal.
- Er is een officieel Europees Handvest voor regionale talen of talen van minderheden.
- Internationale organisaties zoals de Europese Unie maken afspraken over talen. In de Europese Unie zijn alle 24 verdragstalen ook officiële talen en werktalen. Wetgeving wordt bijvoorbeeld altijd in al die talen vertaald. In de praktijk wordt wel gebruikgemaakt van werktalen, in de eerste plaats Engels, maar ook Frans en in mindere mate Duits.[2]

## Redenen voor taalpolitiek

### Taalideologie
De redenen voor uiteenlopende instanties om taalpolitiek en taalbeleid te voeren, zijn uiterst divers, maar het uitgangspunt ligt in het algemeen in een taalideologie. Taalideologieën maken gebruik van:
- Assimilatie, als gevolg van het streven dat iedereen ongeacht zijn of haar moedertaal ook de officiële taal van het land of de nationale maatschappij, waar hij of zij deel van uitmaakt, moet leren spreken. Minderheidstalen kunnen een ontkenning en bedreiging vormen voor deze nationale eenheid. Twee- en meertaligheid wordt dan bestreden in het axioma van de nationale eentaligheid: nationale uniformering. Dit streven is in de Franse grondwet verankerd en daarmee is de reden dat Frankrijk het bovengenoemde Europees Handvest niet kan en wil onderschrijven.
- Het tegenovergestelde van assimilatie is nationale pluriformering (pluralisme): de erkenning dat binnen één land of gemeenschap meerdere talen een officiële functie moeten kunnen hebben. Een voorbeeld hiervan lijkt Zwitserland, dat niet minder dan vier officiële talen kent: Duits, Frans, Italiaans en Reto-Romaans. Deze worden echter niet, enkele tweetalige gemeenten uitgezonderd, naast elkaar gebruikt, maar zijn de enige officiële taal op basis van kantonnale bestuurlijke autonomie. Een ander voorbeeld lijkt de erkenning in Nederland van streektalen zoals Fries, Limburgs en Nedersaksisch naast het Standaardnederlands, talen waarvan overigens alleen het Fries als een officiële standaardtaal in openbaar bestuur en onderwijs in de provincie Friesland gebruikt wordt. Dit wil dan weer niet zeggen dat het gebruik van deze taal op een gelijkwaardig niveau als het Nederlands plaatsvindt. De andere streektalen hebben wat dit betreft geen standaardvorm en kunnen zodoende geen officiële status in onderwijs en bestuur bezitten. Hun zogenaamde erkenning als 'taal', met name van het Nedersaksisch en het Limburgs, betreft niet een consistente en uniforme standaardtaal maar een cluster van zeer uiteenlopemde dialecten, en blijft zodoende symbolisch. Wel een voorbeeld van gelijkwaardige meertaligheid is bijvoorbeeld de erkenning van de vier officiële standaardtalen (Engels, Mandarijn, Maleis en Tamil) in Singapore.
- Van nationalisering is sprake wanneer een inheemse minderheidstaal tot die van officiële taal van de staat wordt verheven, bijvoorbeeld nadat de nationale onafhankelijkheid is uitgeroepen. Die taal wordt daarmee symbool van de onafhankelijkheid. De onafhankelijkheid van voormalige koloniën en daarmee vergelijkbare gebieden werd vaak gevolgd door de verheffing van de inheemse taal tot nationale staatstaal. Maar wanneer de koloniale taal veel gezag en praktisch nut heeft bleef zij ook in functie, zoals in het geval van het Engels en het Frans. Het Nederlands verdween om dezelfde reden wel uit Indonesië (Nederlands-Indië) omdat het te weinig praktisch nut had.

Een voorbeeld in Europa van de verheffing van de inheemse taal tot nationaal symbool is het Iers in Ierland. Maar dat is een symbool gebleven omdat de grote meerderheid van de Ieren inmiddels Engels sprak en veel waarde aan die taal hechtte. Nadat, na de Eerste Wereldoorlog, nationale staten in Midden-Europa werden opgericht, zijn onder andere ook de Baltische talen, het Fins, het Tsjechisch, het Pools tot nationale staatstaal verheven, vanuit een eeuwenlange positie van minderheidstaal onder de dominantie van Russisch, Zweeds of Duits als de officiële staatstaal. Dit betekende niet alleen de opheffing van die eeuwenlange minderheidspositie maar tegelijk ook een discriminatie van weer andere talen. In deze nieuwe staten sprak namelijk een groot deel van de bevolking, zogenaamde taalminderheden, niet de taal die nu als nationale staatstaal gold. Met name wanneer die talen vóór het uitroepen van de nationale onafhankelijkheid dominant waren geweest, werden ze door de nieuwe staat bestreden. Terzijde, een modern voorbeeld hiervan is het Afrikaans. Deze situatie zou in en kort na de Tweede Wereldoorlog bijdragen tot massal bevolkingsverschuivingen. De spanning voor en in de oorlog, die het samenleven van verschillende taalgroepen (nationaliteiten) met zich meebracht en die het voortbestaan van de nationale staat bedreigde, werd op deze manier opgelost door de staatsgemeenschap eentalig te maken met de gewelddadige verwijdering van anderstalige etniciteiten en nationaliteiten. 
Een bijzonder geval is het Hebreeuws dat in de gemoderniseerde vorm van het Ivriet in de nieuw gestichte staat Israël na 1948 tot nationale taal werd verheven en aanvaard door een bevolking die vele andere talen sprak maar bereid was in die ene nationale taal haar eenheid te beleven. 
Waar in de koloniën meerdere inheemse talen werden gebruikt, gaf dat concurrentieproblemen in de dekolonisatie bij de keuze van een nationale staatstaal, en die werden vaak opgelost met het handhaven van de taal van de voormalige kolonisator: Engels, Frans of Portugees. 
Vaak blijkt dat een officiële erkenning een taal niet altijd voor verdwijnen kan behoeden, zoals in het geval van het Iers, dat ondanks zijn officiële erkenning en zijn verplichting als onderwijsvak afnemend door nog maar enkele tienduizenden moedertaalsprekers dagelijks wordt gesproken. Het communicatieve draagvlak van de taal is in deze bepalend.
- Internationalisering is het invoeren van een taal voor allerlei vormen van communicatie in een gebied waar die taal oorspronkelijk niet als officiële taal noch als streektaal gold, zoals is gebeurd met het Engels in onder andere India, de Filipijnen en Papoea-Nieuw-Guinea.

### Doelen
Voor taalpolitiek worden ruwweg de volgende doelstellingen onderscheiden, die vaak elkaar aanvullend en in samenhang worden nagestreefd:
- Versterking van de nationale eenheid en identiteit. Vooral in nieuw opgerichte of heropgerichte, uit grotere staatseenheden afgescheiden staten is dit motief van primair belang. Naast de (nieuwe) nationale eenheid kan ook de internationale eenheid een doel zijn, zoals in de postnationale Europese Unie die het Engels als gemeenschappelijk communicatie- en identificatiemiddel wil invoeren. Frankrijk verzet zich daartegen, terwijl het Duits zijn vroegere positie van Midden-Europese verkeerstaal voor een deel lijkt terug te winnen op grond van de economische zwaartekracht van Duitsland en Oostenrijk.
- Taalpurisme, vreemde invloeden in een taal door middel van voorschriften te bestrijden en het gezag van de standaardvorm tegen "verloedering" te versterken. In de geschiedenis heeft taalpurisme lange tijd een zeer belangrijke rol gespeeld. De nationale erkenning van de Midden-Europese talen ging gepaard met een 19de-eeuwse purificering die de vele leenwoorden, met name van Duitse oorsprong, uit deze talen heeft 'weggezuiverd'. In het Fins, Tsjechisch, Slowaaks en Hongaars vindt men daarvan voorbeelden; het Pools heeft meer leenwoorden behouden. Het verschil wordt verklaard in het gegeven dat de eerstgenoemde talen na eeuwen marginaal gebruik officieel medium van bestuur en onderwijs werden, terwijl het Pools altijd bestuurs- en onderwijstaal is gebleven. Dit nationale purisme speelde in de nationale talen in West-, Noord- en Zuid-Europa een veel minder grote rol (met uitzondering van het IJslands dat bijzonder sterk gepurificeerd is). De invloed van het Frans en het Duits in de 18de en 19de eeuw in deze talen werd daar na de Tweede Wereldoorlog afgelost door het Engels.
- Taalhervorming - bewuste pogingen om de spelling en/of grammatica van een taal te beïnvloeden, soms om deze eenvoudiger te maken. Voorbeelden zijn de verschillende spellingwijzigingen die sinds 1995 in de Nederlandse taal zijn doorgevoerd. Ideologisch te verklaren is de overgang in het Roemeens van het cyrillische op het Latijnse schrift, tegen de achtergrond van een nieuwe oriëntatie op West-Europa, met name op Frankrijk. In de Duitstalige landen werd het, trouwens ook in het Nederlands lange tijd gebruikelijke, gotische schrift naast het Latijnse gebruikt. Langzaamaan kwam het in de plaats van het gotische, en in nationalistisch kring zou het nog het langst bewust gehandhaafd worden. Na 1945 verdween het omdat het geassocieerd werd het nationaalsocialisme.
- Standaardisering - het vergroten van het prestige van een minderheidstaal, een streektaal of dialect door één officiële vorm te construeren en die voor te schrijven. Waar dit wordt nagestreefd, heeft het alleen effect als deze standaardvorm dan ook in het onderwijs geleerd en in het openbaar bestuur toegepast gaat worden. Als dit onvoldoende gerealiseerd kan worden, bijvoorbeeld omdat zo'n standaard geen of te weinig zeggingskracht krijgt en in de praktijk te weinig algemeen gebruikt wordt, blijft zo'n taalstandaard beperkt tot taalliefhebbers. De aanvaarding van het Standaardnederlands in Vlaanderen ging gepaard met een eeuw, bij tijden heftige, discussies waarin eigen Vlaamse (sub)standaarden als alternatief voor het 'vreemde' Nederlands werden voorgesteld. Zowel regionalisten als franskiljons huldigden dit standpunt. Pas na de Eerste Wereldoorlog stond de keuze voor het Standaardnederlands niet langer ter discussie. Dat neemt niet weg dat in de uitspraak en de woordenschat van het Standaardnederlands tussen Nederlanders en Vlamingen verschillen bleven bestaan die in recente tijd zelfs toenamen.
- Taalbehoud - pogingen tot het in stand houden van het gebruik van een taal die onder druk staat; hiertegenover staat taaldood bijvoorbeeld als het in stand houden niet lukt omdat de taal niet meer wordt overgenomen door nieuwe generaties en ten slotte verwatert of verdwijnt. Dat is het geval met de vroegere dialecten die langzaam in de standaardtaal opgaan, blijven zij in bepaalde kenmerken herkenbaar, zie regiolectisering.
- Taalverspreiding - het vermeerderen van het aantal sprekers van een taal, met name door onderwijs in en door het gebruik van de taal, zoals in de media, voor te schrijven.
- Taalmodernisering - het actualiseren van het lexicon van een taal, bijvoorbeeld door het vormen van neologismen of het aanpassen van bestaande woorden.
- Terminologische unificatie - het ontwikkelen van nieuwe terminologie voor bepaalde zaken.
- Stilistische vereenvoudiging - het vereenvoudigen van zowel lexicon, grammatica als stijl. Zo bestaat er bijvoorbeeld van de Engelstalige Wikipedia naast de gewone versie ook een vereenvoudigde die zich op bepaalde doelgroepen richt.
- Het op een speciale doelgroep afstemmen van een taal, bijvoorbeeld met behulp van transliteratie of transcriptie.
- Tweetaligheid wordt nagestreefd in het moderne onderwijs, daar waar met name Engels niet langer als vreemde taal wordt geleerd, maar als onderwijstaal naast of in plaats van Nederlands wordt gebruikt. Als motief wordt daarvoor gegeven het streven naar Europese eenheid en naar internationaal contact.

### Internationale veiligheid
Internationale afspraken op taalgebied kunnen, zoals besproken, op zeer uiteenlopende manieren de veiligheid bevorderen. Bij het Verdrag van Versailles was als doel een sterke nationale eenheid en politieke stabiliteit het motief; in de luchtvaart gaat het om fysieke veiligheid.

### Nationale stabiliteit
In geval van een veelheid aan talen, kan het nationale samensmedingsproces bemoeilijkt worden door taalfragmentatie, anders gezegd door communicatieproblemen. 
Waar de linguïstische verschillen tot spanningen en zelfs tot separatisme leiden, is de stabiliteit van een land in het geding. Als geen andere oplossing wordt gevonden voor de pluriformiteit dan het opleggen van één taal over alle andere taalgroepen kan dat tot desintegratie leiden, soms tot externe interventie wanneer gediscrimineerde taalgroepen steun krijgen van taalgenoten over de grenzen. De staatseenheid wordt dan bedreigd. De vreedzame ontwikkeling van het vooroorlogse Midden-Europa werd door taaldiscriminatie van deze minderheden in de nieuw nationale staten juist verlamd.

### Nationale identiteit
Naties die zich van een koloniaal juk hebben bevrijd, hebben vaak geen nationale eenheidstaal, en namen daarvoor die van de voormalige koloniale macht over. Zo is in India het Engels nog de eenheidstaal, in Afrikaanse landen het Engels, Frans of het Portugees. In sommige gevallen leidt dit tot politieke spanningen, met name waar nationalisten er een van de inheemse taal voor in de plaats willen stellen, een streven dat dan weer op verzet kan stuiten bij sprekers van andere inheemse talen.
Andere voormalige koloniën hebben een van hun talen tot eenheidstaal verheven: in Indonesië is volgens de grondwet het Indonesisch, een gestandaardiseerde vorm van het Maleis, de eenheidstaal, zij het niet de moedertaal van een meerderheid. In de Filipijnen hebben velen de talen van voormalige overheersers (Spaans en Amerikaans Engels) geleerd, maar is het Tagalog de nationale taal. De ideologie van de taalpolitiek gaat ervan uit dat het doorgaans beter is een inheemse taal als nationale taal te kiezen, hoewel voor de internationale communicatie ook een wereldtaal zoals Engels of Frans als tweede taal wordt gekozen.

### Assimilatie, communicatie en emancipatie
In linguïstisch sterk gefragmenteerde gemeenschappen belemmert de nationale taal de leden van kleinere taalminderheden vaak aansluiting te vinden bij de dominante nationale cultuur en dit kan tot spanningen leiden. Op sommige Filipijnse eilanden, waar stormen een verwoestende uitwerking kunnen hebben, is het voor leden van etnische minderheden niet mogelijk de (Engels- of Tagalogtalige) weerberichten te begrijpen. In juridische procedures zijn zij in het nadeel omdat de voertaal in de rechtszaal het Tagalog is.
Onbegrip kan leiden tot misverstanden en stereotyperingen tussen groepen die verschillende talen spreken. Men verstaat de ander niet; de cultuur van die ander begrijpt men daardoor al evenmin, zodat er gemakkelijk communicatiestoornissen ontstaan.
Communicatie kan zelfs binnen familieverband onoverkomelijke problemen opleveren:
Neem bijvoorbeeld het probleem van een 31-jarige vrouw in de zuidelijke stad Zamboanga [op de Filipijnen]. Haar moeder is Cebuaans en haar vader is Chinees. Haar grootvader van moederskant is Kantonees en zijn vrouw Fukien. De vrouw is grootgebracht in een Tausuggebied in de Filipijnen, en heeft een Engelstalige opleiding. Ze is getrouwd met een Samal die Sinama spreekt, en ook Tausug en Engels. Ze zei: “Weet je, ik spreek vier talen en nog kan ik mijn (Samalese) schoonmoeder of mijn (Fukien-)grootmoeder niet verstaan." (vertaald uit Howard 1988 p. 96)
De emancipatie kan worden gehinderd ook waar er niet van een minderheidstaal sprake is. De problemen liggen dan besloten in het corpus van de taal zelf.
- Dit is bijvoorbeeld het geval bij analfabetisme, of wanneer het schrift van de dominante taal zodanig afwijkt dat het slechts door uitgebreide studie toegankelijk wordt.
- Hindernissen kunnen ook in woord- en zinsgebruik schuilen, bijvoorbeeld doordat zij een bepaald geslacht postuleren en daardoor het andere geslacht (veelal het vrouwelijke) “onzichtbaar maken”.
- Bepaalde vormen van taalgebruik kunnen als kwetsend of vervreemdend of demonstratief worden ervaren, en dit effect kan opzettelijk zijn of onbedoeld. Dit doet zich bijvoorbeeld voor bij bepaalde groepsaanduidingen (“neger”, “voddenjood”, “mietje”), maar kan ook in de spelling een rol spelen (met name bij het gebruik van hoofdletters, of bij bepaalde symbolen die met een religie worden geassocieerd, zoals H. en H.H. voor in heiligennaamgeving van rooms-katholieke kerken).

### Status en identiteit
Mensen die de dominante taal spreken hebben de neiging om niet alleen de niet dominante inheemse taal maar dus ook degenen die deze spreken, sociaal en cultureel lager te waarderen. Dat kan tot gevolg hebben dat die laatsten hun taal alleen nog onderling willen gebruiken. Of dat zij (een deel van hen) zich daartegen verzetten door een taalstrijd te gaan voeren.
Tegelijk kan een taal nauwgezet worden geconserveerd en kunnen pogingen worden ondernomen haar in een staat te behouden of terug te brengen die als de “zuivere” wordt beschouwd. Dit purificeren werd in de nationale herleving van de 19de eeuw op uitgebreide schaal nagestreefd, in beperkte mate in het Duits maar ingrijpend in het Tsjechisch, Hongaars, Kroatisch, Sloveens en in het Fins en de drie Baltische talen. De nationale zelfstandigheid van Slowakije bevorderde de uitbouw van het Slowaaks dat vanouds nauw verwant was met het Tsjechisch. Ook het moderne IJslands is een voorbeeld van dit streven naar taalpurisme.
Tegenover het nationaal geïnspireerde purificeren van een taal staat het internationaliseren, specifieker angliseren, van een taal. Nieuwe begrippen worden dan niet vanuit de eigen nationale taal maar vanuit een 'vreemde' taal vormgegeven. Oude begrippen worden op deze wijze zelfs vervangen. Deze introductie en vervanging vond in de 18de eeuw vanuit het Frans en het Latijn plaats en nu vanuit het Engels. Behalve als modisch verschijnsel is dit te verklaren uit de toenemende Engelstalige opleiding van de leidinggevende maatschappelijke klasse.

### Culturele motieven
Taalpolitiek kan ook worden bedreven uit culturele overwegingen. Dit hoeft niet alleen voort te komen uit cultuurimperialisme of volksnationalisme, maar kan ook defensief, conserverend of zelfs enkel taal- en cultuurminnend bedoeld zijn. Economische motieven kunnen er daartegenover toe leiden juist een vreemde taal, recentelijk een wereldtaal, als tweede taal te introduceren en gaandeweg voorrang te geven, zoals met het Engels in het Hoger Onderwijs.
- Expansionistische tendenzen kunnen door taalovereenkomst worden gerationaliseerd.
- Talen kunnen echter ook in de verdrukking raken, wanneer ze door steeds minder moedertaalsprekers worden gebruikt.
- De behoefte om de nationale taal en cultuur een grotere verspreiding of bekendheid te geven buiten het land waar deze taal thuishoort. Met name Frankrijk wil op deze wijze de "francofone wereld"  als een cultureel samenhangend geheel in stand houden door het Franse onderwijs in haar voormalige kolonies te stimuleren en te subsidiëren. De economische winst ligt dan in de blijvende afhankelijkheid van het zakenleven in die voormalige koloniën aan Frankrijk en een eventuele brain drain door de emigratie van hoogopgeleiden.
- De behoefte om een vreemde (internationale) als tweede taal verspreiding te geven naast de nationale taal. Vroeger betrof dat in het Nederlandse en Vlaamse onderwijs Frans, Engels en Duits. Nu neemt Engels die plaats in toenemende mate in, op de hogere niveaus van het universitair onderwijs zelfs ten koste van de nationale taal Nederlands.

## Planinstrumenten en aandachtspunten

### Planinstrumenten
De instrumenten die beleidsmakers ten dienste staan, vallen goeddeels uiteen in drie groepen:
- statusplanning, waarbij bijvoorbeeld een nationale taal wordt voorgeschreven, of waarbij de rechten van minderheden worden gewaarborgd
- corpusplanning, waarbij de aandacht wordt gericht op de taal of de taalbeheersing zelf: alfabetisering, spelling- of schriftwijziging, het erkennen dan wel vermijden van leenwoorden, het aanpassen van grammaticale eigenschappen wanneer deze niet meer in gesproken taal worden gebruikt
- onderwijsplanning (zie hieronder).

### Aandachtspunten
Een aantal punten waaraan in de taalpolitiek grote aandacht wordt besteed, zijn:
- Schrifthervorming, waarmee dan vooral het invoeren van een toegankelijker (internationaler) schrift wordt bedoeld. Het Roemeens wisselde het cyrillische schrift en het Turks het Arabische schrift in voor het Latijnse. Het gotische schrift is sinds het begin van de 19de eeuw niet meer in gebruik in het Nederlands, en na de Tweede Wereldoorlog niet meer in het Duits.
- Standaardisering, waarbij een bepaalde taal tot standaardtaal wordt verheven, vaak met aanpassingen; zo is het Indonesisch een aangepaste vorm van het Maleis dat al eeuwenlang een lingua franca was op de Indonesische Archipel.
- Modernisering, omdat de taal niet over alle begrippen beschikt die in de moderne maatschappij gangbaar zijn. In taalpurificatie worden daarvoor nieuwe woorden bedacht. Bij een afwijzing van dat streven wordt bij een toenemende tweetaligheid de voorkeur gegeven aan 'nieuwvormingen' en leenvertalingen en gemakkelijker leenwoorden uit het Engels overgenomen (“intercity”), (“NAVO”), en ook leenbetekenissen, die mogelijk afwijken van oude betekenissen en zodoende verwarring kunnen scheppen, zoals bij 'taskforce' in plaats van werkgroep, 'master' in plaats van doctoraal en 'troepen' in plaats van soldaten dan wel militairen. Al in het middeleeuwse West-Europa werden al onder invloed van het Kerklatijn bestaande termen samengevoegd of in een nieuwe betekenis gebruikt, om christelijke begrippen te introduceren.
- Meertaligheid, waarbij sommige landen niet één nationale taal kiezen, maar aan twee of meer de status van gelijkwaardigheid toekennen. Soms heeft zo'n taal alleen regionale officiële status (zoals het Duits in delen van België). Ook de nagestreefde  gelijkberechtiging volgens het Europees Handvest voor regionale talen of talen van minderheden past hieronder.
- De domeinen die het taalbeleid bestrijkt, zijn met name overheid, onderwijs, communicatie en media.
- De actoren waarvan het taalbeleid zich bedient, zijn vooral taalwetenschappers, docenten, en uiteraard de wetgever.

Daarbij staan instrumenten ten dienste als de Nederlandse Taalunie (waarin België, Nederland en Suriname samenwerken) en de Académie française. Beide organisaties zijn ingesteld om een bepaalde taalstandaard te waarborgen.
Cultuurpolitiek wordt bedreven door nationale organisaties in het buitenland: de British Council, de Alliance française en het Goethe-Institut, het Instituto Cervantes; of door vestigingen die vaak aan ambassades zijn verbonden: het Franse Maison Descartes, het Nederlandse Erasmushuis in Jakarta. De steun voor deze laatste twee instituten neemt overigens af.
Ook radio- en televisiezenders kunnen met subsidies worden ondersteund, hetzij omdat zij de taal en cultuur helpen verspreiden, hetzij omdat zij emigranten in staat stellen het contact met de eigen taal en cultuur te blijven onderhouden. Te denken valt onder meer aan wereldomroepen, bijvoorbeeld Radio Moskou, Deutsche Welle, Radio Vlaanderen Internationaal en Radio Nederland Wereldomroep. Voor die laatste geldt tegenwoordig dat de steun verminderd wordt naarmate minder belang wordt gehecht aan de positie van het Nederlands in het buitenland.

## Onderwijsbeleid
Onderwijsplanning speelt zich af op een groot aantal niveaus.
- Organisaties omvatten beleidsorganisaties zoals een Ministerie van Onderwijs, vakverenigingen zoals een bond van leraren, en culturele organisaties zoals de bovengenoemde.
- De taalkeuze behelst vragen als:

“Welke aspecten van de taal verdienen (de meeste) aandacht?”
“In hoeverre moeten culturele, economische en andere overwegingen een rol spelen bij de taalverwerving?”
“Welke andere talen moeten worden onderwezen?”
“In hoeverre mag het onderwijs ook in een andere taal, die niet een van de erkende talen is in het land zelf, worden aangeboden?”
“Moet er voor migranten onderwijs in eigen taal en cultuur zijn?”
- Beleidsplanning richt zich op:

toegankelijkheid:
“Voor welke doelgroep(en) moet het onderwijs toegankelijk zijn?”
personeelsbeleid:
“Hoeveel docenten leiden we op?”
“Hoe leiden we hen op?” etc.
leergangbeleid:
“Hoe worden leergang, cursussen en lesopzet georganiseerd?”
“Op welke leeftijd begint het taalonderwijs?”
methode en leerstof
financiering
evaluatie.
- Cultivering

herverwerving; het nieuw leven inblazen aan een dode taal; herstel van een taal in volledige functie zoals het Hebreeuws - in de moderne versie het Ivriet - in Israël
taalbehoud waar een taal dreigt te verdwijnen (bijvoorbeeld het Iers, het Schots en het Welsh)
tweede-/vreemdetaalverwerving
taalverandering (het overgaan tot het gebruik van een andere taal).